# Évènes
Cet article concerne le peuple évène. Pour la langue évène, voir Évène. Pour les homonymes, voir Évène (homonymie).
 (mai 2015).
Les Évènes est une ethnie du groupe des Toungouses du nord de la Sibérie et du nord de l'Extrême-Orient russe.

## Dénomination
Le groupe le plus oriental, des éleveurs de rennes de la côte de la mer d'Okhotsk, était connu depuis le XVIIe siècle sous l'endonyme de Lamoutes, c'est-à-dire « Peuple de l'océan » en évène. L'exonyme d'Évènes a été adopté tardivement, comme celui de beaucoup de peuples restés longtemps isolés, en l’occurrence au cours des années trente dans le cadre de la politique multiculturelle de l'Union soviétique.

## Description
Comprenant environ 19 000 personnes (recensement 2002), elle est présente en Yakoutie du nord, sur les bords de la mer d'Okhotsk, au Kamtchatka et en Tchoukotka. Ils vivent de chasse, de pêche, ainsi que de l'élevage du renne.
La population a sa propre langue, l'évène, du groupe des langues toungouses. Les Évènes sont culturellement et linguistiquement proches des Evenks.
Établis dans la vallée de l'Indiguirka à partir de 1639, les Russes avaient imposé aux Évènes la collecte du « iassak » (impôt, souvent payé en peaux), et bafouaient régulièrement leurs droits coutumiers ; les indigènes tentèrent d'échapper à ces exactions en émigrant vers d'autres régions. 
Par deux fois, en 1668 (Forsyth: 1666-1667) et en 1679, ces Lamoutes se révoltèrent ouvertement, mais dans Zachiversk, les colons prirent le meilleur puis ils fortifièrent leur camp d'une palissade, d'un genre unique dans toute la vallée de l’Indiguirka. Découragés par les batteries de canon de la forteresse, les Évènes se rabattirent sur un convoi russe se rendant de la vallée de la Iana à Zachiversk, qu'ils pillèrent. Ils maintinrent une résistance farouche jusqu'en 1692 ; vers 1700 les Lamoutes et les Ioukaghirs étaient soumis à l’autorité du tsar, ce qui mit d'ailleurs un terme aux rivalités entre clans.
La période soviétique a marqué de profonds changements pour les Évènes. Les Soviétiques créèrent un langage écrit et beaucoup d'Évènes se sédentarisèrent sous la pression, rejoignant les kolkhozes.
Le journaliste américain David Remnick (en) mentionne dans son livre La tombe de Lénine que la sédentarisation forcée des Évènes, qui était un peuple nomade, dans des villes et des villages créa de sérieux problèmes sociaux et psychologiques dans la population, particulièrement l'alcoolisme et l'abus de drogues. Il mentionne également des enfants évènes enlevés à leurs familles pour être éduqués dans des écoles d'État, principalement dans le but d'éradiquer le langage et la culture.

## Personnalité
- Eterikan, explorateur.

## Filmographie
- Scènes de vie chez les Évènes de Yakoutie : région de Moyenne Kolyma, film documentaire de Joëlle Robert-Lamblin, CNRS images, Meudon, 2000, 29 min (DVD)
- Loup, film de fiction de Nicolas Vanier (2009), adapté de son roman éponyme paru en 2008

#### Ethnographie des Évènes
- Lev Sternberg (1861-1927)
- Vladimir Bogoraz (1865-1936)
- Nastassja Martin (1986-)